# Judit Medgyesi
Judit Medgyesi (Tokaj, 23 settembre 1956) è un'ex cestista ungherese.

## Carriera
Con l'Ungheria ha disputato i Giochi olimpici di Mosca 1980 e quattro edizioni dei Campionati europei (1978, 1980, 1981, 1983).